# Chiesa di San Francesco d'Assisi (Adria)
La chiesa di San Francesco d'Assisi, citata anche come chiesa dei Santi Francesco d'Assisi e Francesco di Paola o più semplicemente come chiesa di San Francesco, è un luogo di culto sito nel centro dell'abitato di Bottrighe, comune soppresso e dal 1928 frazione del comune di Adria.
La chiesa, edificata sul precedente edificio eretto nel tardo XIX secolo, è, nella suddivisione territoriale della chiesa cattolica, collocata nel vicariato di Adria-Ariano, a sua volta parte della diocesi di Adria-Rovigo, ed è sede parrocchiale.

## Storia
La prima citazione di una chiesa sita nell'abitato di Bottrighe è relativa a una "nuova chiesa" eretta su iniziativa del conte Giulio Tassoni qui insidiatosi nel 1582 dopo aver sposato Violante Macchiavelli Le fonti non sono concordi nella sua descrizione: se una dichiara che della chiesa poco si conosce, nemmeno la dedicazione, se non che era dotata di due porte, una principale e una che dava sulla canonica, priva di sepolcri e di sagrestia (i paramenti sacri erano tutti contenuti in un armadio) e, inoltre senza campanile., altra fonte invece afferma che la titolazione era ai Santi Francesco d'Assisi e Francesco da Paola da un atto notarile rogato da Giulio Grotto il 18 gennaio 1590, il quale sottolinea che al conte Tassoni e i suoi eredi era riconosciuto il giuspatronato secondo le leggi canoniche. Entrambe concordano sulla data della consacrazione, il 20 giugno 1593, e che dopo quella data (30 giugno), sempre rogato da Giulio Grotto, il territorio fu dismembrato da quello della parrocchia della basilica di Santa Maria Assunta (o della Tomba) dal quale dipendeva. Sempre il Gabrielli aggiunge che l'edificio, orientato con la facciata ad oriente, era a una sola navata e che era dotata di due altari, ancora posticci, dedicati al Santissimo Sacramento e alla Madonna, ed era circondata da un cimitero.
Nei pressi della chiesa venne inoltre fondato un convento per affiancare nella cura delle anime il curato, chiamando quattro religiosi dal monastero carmelitano di San Paolo di Ferrara. L'edificio, che rimase attivo fino alla sua soppressione nel 1768, era dotato di un proprio oratorio.
L'edificio originale, che nel corso del tempo venne completato nell'arredamento sacro e che fu dotato del campanile, resse per quasi 250 anni; la torre campanaria nel 1793 si era rovinosamente sgretolata, tanto da renderne necessario un intervento per consolidarla, tuttavia nel 1846 un'ispezione da parte dei tecnici del sopravvenuto Impero austriaco, ne dichiarò l'inagibilità e venne chiuso. Negli anni successivi per celebrare le funzioni religiose viene approntato in tempi ristretti un rifugio di fortuna, nel contempo vennero avviate le pratiche per la costruzione di una nuova chiesa.
Su esortazioni dell'allora vescovo Bernardo Antonino Squarcina, particolarmente attivo nel sensibilizzare la deputazione comunale di Bottrighe, riuscì ad ottenere lo stanziamento della somma atta a intraprendere progettazione e costruzione, mentre gli eredi Tassoni, trasferiti a Gardone, decidono di non contribuire rinunciando al giuspatronato. La nuova chiesa, il cui progetto venne disegnato dall'ingegnere adriese Luca-Antonio Lupati, venne iniziata in economia nel settembre 1850, e proseguì per i quattro anni successivi. la prima solenne liturgia venne officiata dal vescovo Giovanni Bignotti il 24 settembre 1854. Altra fonte indica invece una precedente data di conclusione dei lavori e la benedizione della stessa il 16 dicembre 1849. Il campanile, rimasto quello originale, venne ulteriormente danneggiato dall'alluvione del Polesine del 17 settembre 1882; venne quindi abbattuto, ricostruito dalle fondamenta e inaugurato il giorno di Pasqua del 1889.

### Descrizione

#### Esterno
L'edificio sorge al centro dell'abitato e, differentemente da quello originale, è caratterizzato dall'orientamento nord-sud, e preceduto da un sagrato poco profondo.
La facciata è del tipo a capanna, neoclassica e tripartita, rinserrata sui lati da una coppia di alte lesene in ordine ionico, dove tra le centrali insiste un arco a tutto sesto, con mensola a voluta in chiave di volta. Vi è inoltre presente una cornice modanata in minor aggetto delle stesse e l'unico portale che ripropone una cornice modanata, al di sopra del quale è presente un gocciolatoio e una nicchia che accoglie una statua della Madonna. La parte superiore termina in un timpano caratterizzato da una cornice a dentelli.
La torre campanaria è stata ultimata nel 1889, e inaugurata nello stesso anno. Ospita 5 campane fuse dalla fonderia Colbachini di Padova

### Annotazioni
1. ↑  La famiglia Tassoni, originaria di Modena, era passata poi per Ferrara garantendosi il privilegio di usare cognome e stemma famigliare degli Estensi.
2. ↑  Violante era figlia di Baldassarre Macchiavelli investito di un feudo vescovile nel 1521[senza fonte].
3. ↑  Causa la legge emessa dalla Repubblica Veneta il 7 settembre 1768 che prescriveva la soppressione dei piccoli conventi.
4. ↑  Nel 1846 contava di cinque altari.

### Fonti
1. 1 2 3  Gabrielli 1993, p. 43.
2. 1 2  Pia e Gino Braggion 1986, p. 38.
3. 1 2  Gabrielli 1993, p. 44.
4. 1 2 3  Gabrielli 1993, p. 45.
5. ↑  Pia e Gino Braggion 1986, p. 39.
6. 1 2  BeWeB, Chiesa di San Francesco d'Assisi.
7. ↑   Campane di Bottrighe (RO). URL consultato il 17 gennaio 2023.